# مانويل أنطونيو تشافيس
مانويل أنطونيو تشافيس (بالإنجليزية: Manuel Antonio Chaves؛ بالإسبانية: Manuel Antonio Chaves) هو ضابط وجندي أمريكي ومكسيكي، ولد في 18 أكتوبر 1818 في ألباكركي في الولايات المتحدة، وتوفي في يناير 1889 في San Mateo, New Mexico ‏ في الولايات المتحدة.